# Вольва (приток Кужвы)
Вольва — река в России, протекает в Верхнекамском районе Кировской области. Устье реки находится в 33 км по правому берегу реки Кужва. Длина реки составляет 35 км.
Исток реки в лесах на границе с Пермским краем. Река течёт по ненаселённому лесу, многократно меняя направление. Генеральное направление течения — северо-запад. Впадает в Кужву в 20 км к юго-востоку от села Кай.

## Данные водного реестра
По данным государственного водного реестра России относится к Камскому бассейновому округу, водохозяйственный участок реки — Кама от истока до водомерного поста у села Бондюг, речной подбассейн реки — бассейны притоков Камы до впадения Белой. Речной бассейн реки — Кама.
Код объекта в государственном водном реестре — 10010100112111100001129.